# رون نيلسون
رون نيلسون (7 أكتوبر 1946 في الولايات المتحدة - ) (بالإنجليزية: Ron Nelson)‏ هو لاعب كرة سلة أمريكي في مركز هجوم خلفي. لعب مع ميامي فلوريديانز ‏.

## وصلات خارجية
- رون نيلسون على موقع سبورتس رفرنس (الإنجليزية)
- رون نيلسون على موقع كلية كرة السلة في سبورتس رفرنس.كوم (الإنجليزية)
- رون نيلسون على موقع ريلجم (الإنجليزية)
- رون نيلسون على موقع بروبوليرز (الإنجليزية)
- رون نيلسون على موقع قاعة نيو مكسيكو للمشاهير الرياضية (الإنجليزية)